# رزم‌ناو کلاس ایزوما
رزمناو کلاس ایزوما (به انگلیسی: Izumo-class cruiser) کلاسی از رزمناوهای زرهی ژاپنی شامل دو کشتی جنگی بود. این دو رزمناو در سال ۱۹۰۱ در بریتانیا ساخته شده و تا سال ۱۹۴۵ در خدمت نیروی دریایی ژاپن قرار داشتند. این کشتی‌های جنگی در جنگ‌های متعددی از جمله جنگ روسیه و ژاپن و جنگ جهانی اول شرکت داشتند اما در جنگ جهانی دوم فقط برای مقاصد تمرینی و آموزشی استفاده می‌شدند.
رزمناوهای کلاس ایزوما ۹۹۰۶ تن وزن، ۱۳۲ متر طول و ۶۴۸ نفر پرسنل داشتند. 